# Alcubierre
Alcubierre è un comune spagnolo di 449 abitanti situato nella comunità autonoma dell'Aragona.